# Генрихсен Роман Романович
Роман (Ромео) Романович Ге́нрихсен (нар. 29 серпня 1818 — пом. 8 вересня 1883, Санкт-Петербург) — російський архітектор, «призначений» академік з 1852 року та почесний общник з 1876 року Перербурзької академії мистецтв.

## Біографія
Народився 17 [29] серпня 1818 року. 1839 року закінчив Петербурзьку академію мистецтв. Отримав звання некласного художника за проєкт в'язниці на 300 осіб.
Жив у Санкт-Петербурзі. Протягом 1840—1850-х років служив архітектором Кренгольмської мануфактури, а у 1853—1875 роках — Артилерійського департаменту. Помер у Санкт-Петербурзі 27 серпня [8 вересня] 1883 року. Похований у Санкт-Петербурзі на Смоленському лютеранському цвинтарі.

## Споруди
у Санкт-Петербурзі
- збудував особняк Г. Кушелєва-Безбородька;
- надбудував корпус товариства Російсько-американської гумовоїмануфактури (набережна Обводного каналу № 138; 1859, 1864—1872);
- фабрика бронзових виробів товариствава Генку, Плескіт і Морана (вулиця Степана Разіна № 15, 1860);
- фабрика Обухівського сталеливарного заводу (проспект Обухівської Оборони № 122; 1860-ті);
- виробничий комплекс Головного артилерійського управління (Ливарний провулок № 3/19, 1864—1870, права частина, перебудова);
- будинок Головного артилерійського управління (вулиця Чайковського № 59/14, 1870 (?), перебудова);
- споруди для парових котлів і насосів при Центральній міській водонапірній станції (вулиця Шпалерна № 56/1, 56/10; 1880-ті)[1].

у Харкові
- розробив у стильових формах неоренесансу проєкт комплексу споруд Харківського практичного технологічного інституту (у співавторстві з В. Потресовим). Реалізований протягом 1874—1890 років під керівництвом архітекторів Михайла Ловцова, Олексія Бекетова, Віктора Величка.